# Serapionstheater

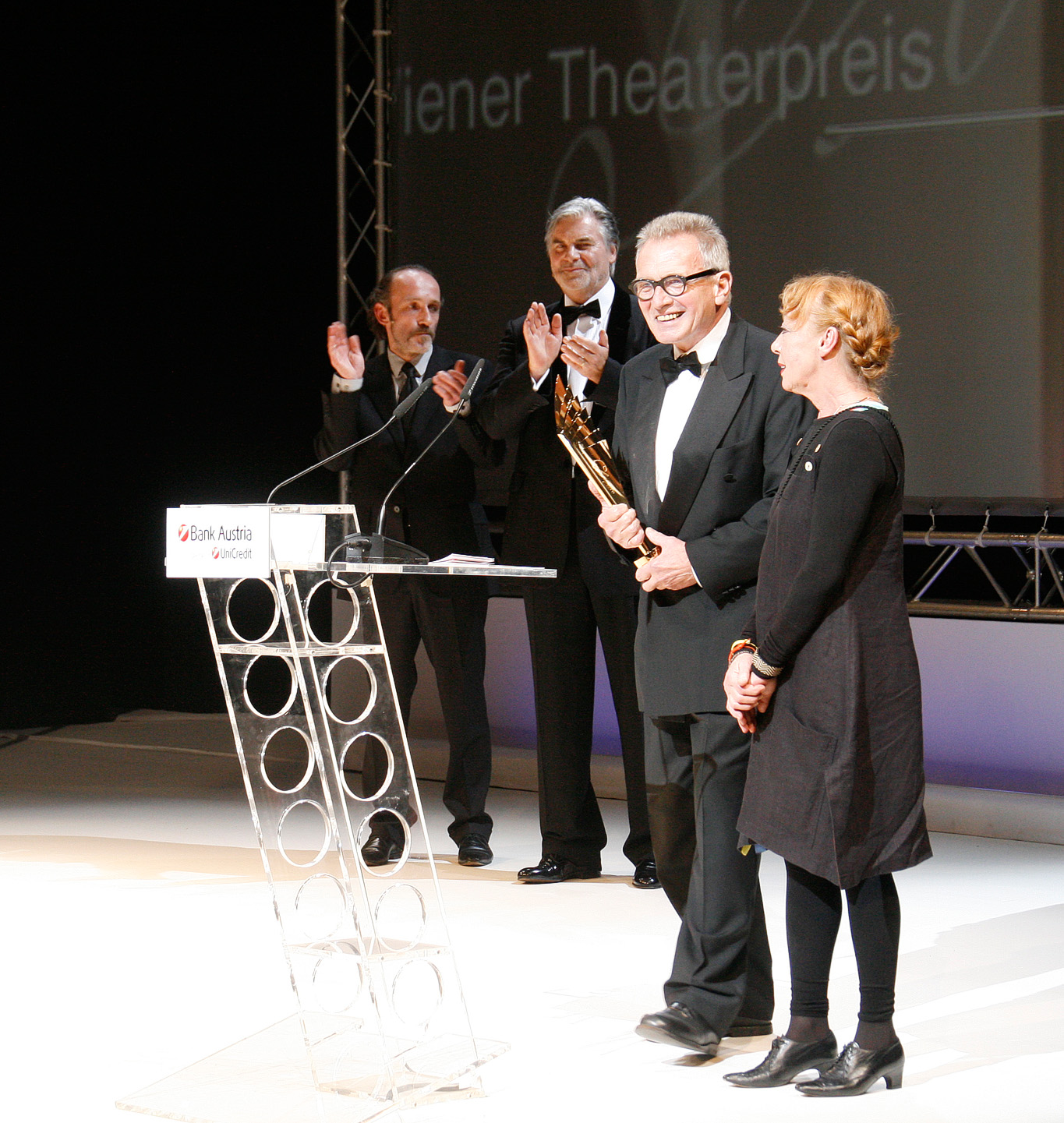
Ulrike Kaufmann und Erwin Piplits (mit Karl Markovics und Peter Simonischek) beim Nestroy 2010, wo sie für ihr Lebenswerk ausgezeichnet wurden

Das Serapionstheater ist eine österreichische Theatergruppe, die 1973 von Ulrike Kaufmann und Erwin Piplits gegründet wurde. Seit 2014 ist Max Kaufmann der künstlerische Leiter des Serapions Ensemble, sowie der Obmann des Odeon Vereins.

## Geschichte

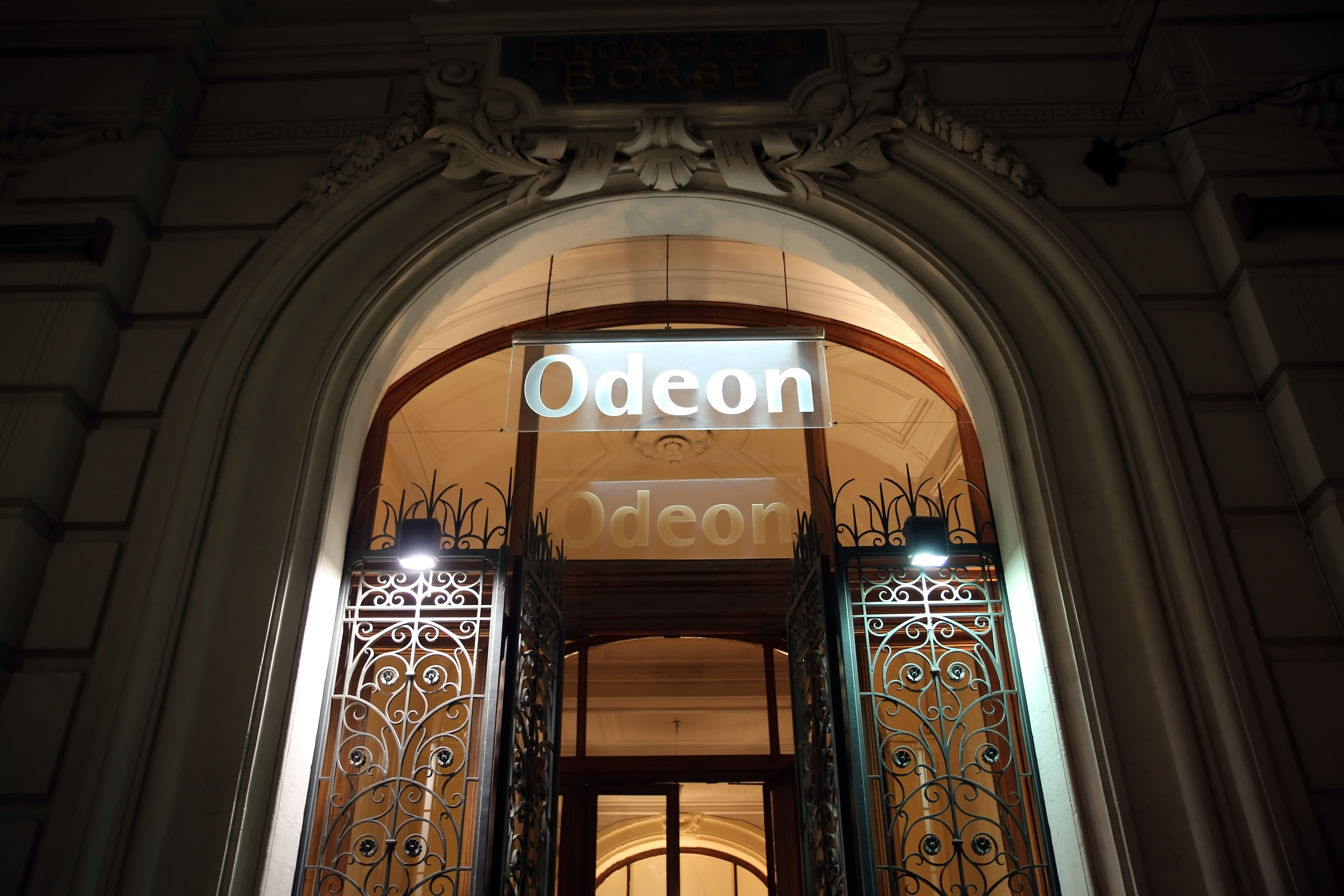
Das Odeon, seit 1988 Spielstätte des Theaters (2012)

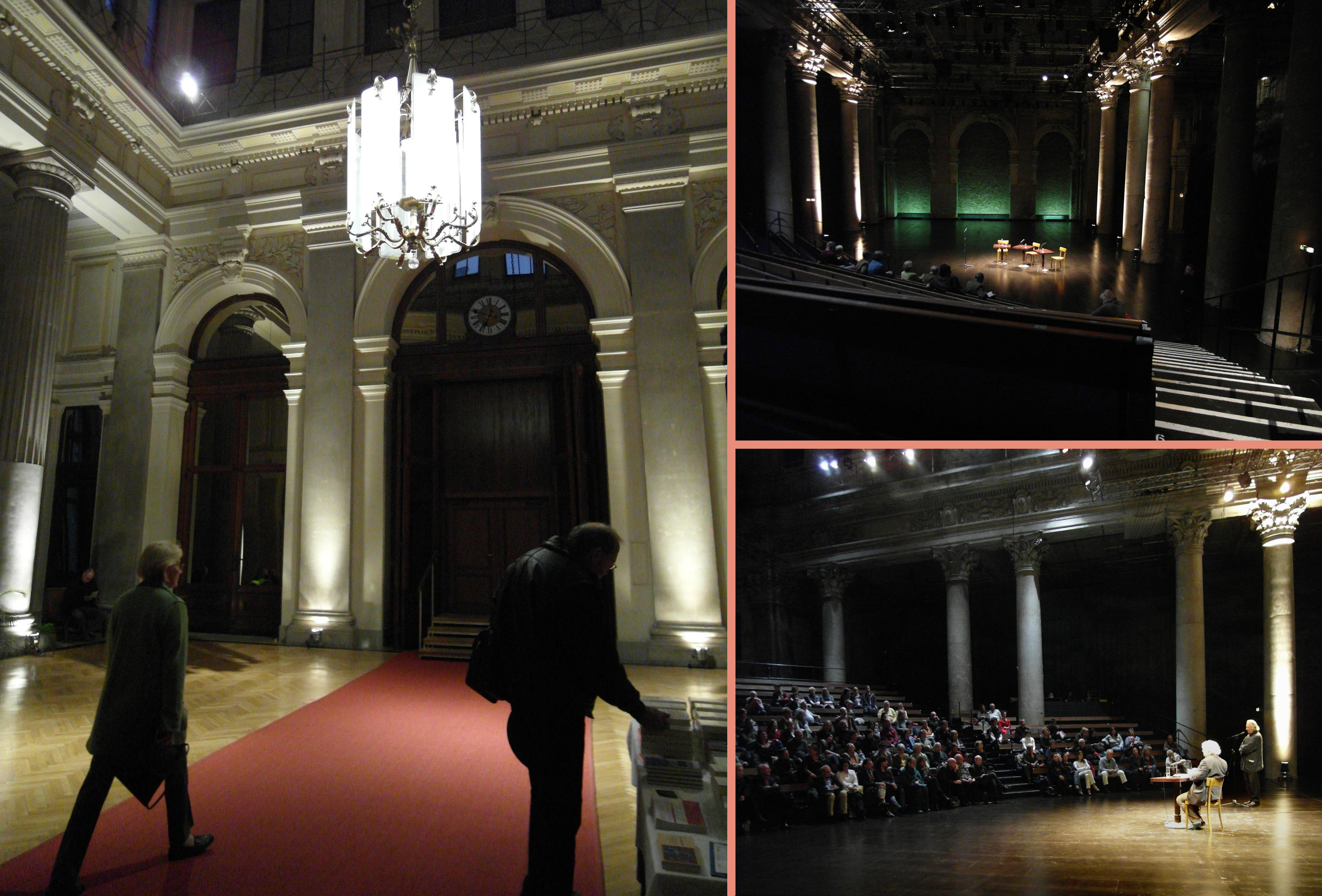
Im Odeon (2010)

Zum Zeitpunkt der Gründung hieß die Theatergruppe „Pupodrom“, ab 1978 wurde das heutige Vindobona, ein ehemaliges Kino, elf Jahre bespielt. 1980 erfolgte die Umbenennung in „Serapionstheater“ und 1988 der Wechsel in die aktuelle Spielstätte, das „Odeon Theater“ in der ehemaligen Börse für landwirtschaftliche Produkte, die 1887–1890 von Karl König erbaut wurde. Das Serapions Ensemble adaptierte den großen Börsesaal unter Wahrung des denkmalgeschützten Bestands bis Juni 1988 mit eigenen Mitteln als Veranstaltungsstätte und gab ihm den Namen „Odeon“. Nach und nach wurden auch Betriebs- und Foyerräume zugemietet. Es dauerte acht Jahre, bis die Adaption des Odeons ausfinanziert war. Die öffentliche Hand war dabei nur mit 16 % beteiligt.
Den Namen verdankt dieses Unternehmen dem serapiontischen Prinzip, das E.T.A. Hoffmann entwickelte, um extrem Gegensätzliches zu einer Einheit fusionieren zu können. Bei der kunstschaffenden Umsetzung von Gedanken und Ideen geht es um die Verwandlung eines Inneren ins Äußere, um die Übertragung eines Geistigen ins Wirkliche und die Umsetzung von Seelischem in Körperliches, Bildnerisches; eine Beseelung von Materie. Der Kunstschaffende wird daher im Sinne des Serapiontischen Prinzips in Demut (Demut = Mut zu dienen) eine Haltung einnehmen gegen Egoismus, Opportunismus, Unaufrichtigkeit, Dummheit, Brutalität, kleinbürgerliches Verhalten in allen Spielarten, unter welcher Maske auch immer. Er wird jeder Bevormundung, Ideologisierung, jedem Dogma durch seine Arbeit entgegenwirken.
Der Name Serapion stammt einerseits aus der Mystik der drei Abraham-Religionen. Die Seraphime gehören neben den Thronen und den Cherubimen zur höchsten Hierarchie der Engel und werden als feurige Schlänglein verstanden. Seraph = Schlange. Andererseits leitet sich der Name Serapion aus dem Ägyptischen ab und ist die präzisierte Version des Begriffes „Osiris Apis“. Osiris, der Stier. In diesem Falle der liegende Stier, aus dem das Getreide wächst, ein Vegetations- und Fruchtbarkeitsgott. Das Serapeion war ein Getreide-Heiligtum in Memphis (Ägypten) und nahezu in jedem griechischen Temenos (Tempelbezirk) gab es ein Serapeion. Ptolemaios I. schuf mit Serapis eine griechisch-ägyptische Mittlergottheit, die sich im gesamten Mittelmeerraum verbreitete. In den christlichen Legenden erscheint Serapion als Einsiedler, der von Diokletian in die Wüste verbannt wird, weil er seiner Wahrheit nicht abschwören wollte. Als Anachoret hat er in der europäischen Literatur (Balzac, Hoffmann, Lunz) Heimat gefunden.
Das Emblem des Serapions Ensembles verweist auf die Arbeitsphilosophie des Serapions Theater: Aus der Art von Lebens –und Arbeitsgestaltung ergibt sich auch eine relativ hermetische Geschlossenheit des Serapions Theater. Es mischt sich nicht mit der übrigen Theaterszene und folgt keinen Trends, sondern wächst gleichsam im Bauch eines im Souterrain gelegenen Saales allmählich heran. Diesen Zustand bringt ein als Markenzeichen gewähltes Symbol zum Ausdruck. Der Drache Ouroboros, der sich selbst verschlingt, Gut und Böse auflöst und dabei ein weiteres Bild umschließt. Ein auf einem Goldschatz sitzendes Kind. „Non nisi Parvules“ ist das Motto zu diesem Emblem. Nur für die Kleinen oder Armen, für jene jedenfalls, die diesen Schatz nicht missbrauchen würden
Das Serapions Ensemble setzt sich aus Menschen verschiedener Länder und Kulturen zusammen, zurzeit besteht es aus elf Mitgliedern aus Brasilien, Georgien, Kosovo, Kuba, Österreich, Portugal und Ungarn.
Bei der Produktion „School Of Night“ verwendete das Serapionstheater folgende Zeilen von Rainer Maria Rilke als Motto:
Und wir: Zuschauer, immer, überall, 
dem allen zugwandt und nie hinaus! 
Uns überfüllts. Wir ordnen’s. Es zerfällt. 
Wir ordnens wieder und zerfallen selbst.

## Produktionen
Die Absicht des Serapionstheaters ist es, Musiktheater, Tanz, Schauspiel und bildender Kunst zu verbinden, die mit lang erarbeiteten Eigenproduktionen in die Tat umgesetzt wird.

### Freie Produktionen 1973–1977
- Die Stradafüßler (nach einer Episode aus der Pinkafelder Chronik des Joseph Michael Weinhofer)
- Der grasgrüne Steinfresser (von Barbara Frischmuth)
- Zirkus der Dinge
- Karius und Baktus
- Der heisere Drache (von Benny Andersen)
- Vineta (von Jura Soyfer) /
- Nonsens, oder Der Hut macht den Mann (mit Gedichten von Ernst Jandl  u. a.)

### Theater am Wallensteinplatz (Vindobona)
- 1978 In Seinem Garten liebt Perlimplim Belisa (von Federico García Lorca)
- 1978 Die Verwandlungen Des Herrn Jakob
- 1979 Das Martyrium Des Piotr O’hey (von Sławomir Mrożek)
- 1979 Man And Artefakt (mit Dieter Kaufmann)
- 1979 Bal Macabre (in Meyrink’s Manier, u. a. mit Karl Ferdinand Kratzl)
- 1980 Der Gaulschreck im Rosennetz (nach Fritz von Herzmanovsky-Orlando, mit Helmut Qualtinger)
- 1980 Verwunschen (mit André Heller)
- 1981 Succubus – Tolldreiste Szenen (mit Musik von René Clemencic)
- 1982 Double & Paradise  (u. a. mit Karl Markovics)
- 1983 Heil’ge Hochzeit (nach Richard Wagners „Der Ring des Nibelungen “)
- 1984 Patt
- 1986 Anima (Aufführungsort: Donau, am Dammhaufen) / 1986 „A Bao A Qu“

### Theater Odeon
- 1988 Axolotl Visionarr
- 1989 Pan Hoffmann
- 1989 Heil’ge Hochzeit
- 1990 Kispotlatsch
- 1990 Karacho
- 1991 Nu
- 1992 Kommt und seht … Guernica Remise, (Wiener Festwochen)
- 1992 Wi Monami
- 1993 Einen Schatten halte ich umarmt ... (nach Tankred Dorst)
- 1995 17+4
- 1996 Seltsame Unruhe (Wiener Festwochen)
- 1997 Lazarus (Osterklang)
- 1997 Xanadu
- 1999: Marie-Magdeleine (Oratorium von Jules Massenet als Oper) für das Festival Osterklang im Wiener Odeon Theater, Regie: Erwin Piplits und Ulrike Kaufmann
- 1999 „Marco Polo“ (Neue Oper Wien)
- 1999: Nemo, Nemo Loqvitvr mit dem Serapions Ensemble im Odeon Theater, Regie:Erwin Piplits und Ulrike Kaufmann
- 2000: Ni Más Ni Menos mit dem Serapions Ensemble im Odeon Theater, Regie: Erwin Piplits und Ulrike Kaufmann
- 2001: Nunaki mit dem Serapions Ensemble im Odeon Theater, Regie: Erwin Piplits und Ulrike Kaufmann
- 2002: Ciao Mama mit dem Serapions Ensemble im Odeon Theater, Regie: Erwin Piplits und Ulrike Kaufmann
- 2002: Persephone (Oper) mit dem Serapions Ensemble im Odeon Theater, Regie: Erwin Piplits und Ulrike Kaufmann
- 2004: Serapion Mon Amour mit dem Serapions Ensemble im Odeon Theater, Regie: Erwin Piplits und Ulrike Kaufmann
- 2005: Xenos im Odeon Theater, mit dem Serapions Ensemble im Odeon Theater, Regie: Erwin Piplits und Ulrike Kaufmann
- 2007: Com Di Com Com mit dem Serapions Ensemble im Odeon Theater, Regie: Erwin Piplits und Ulrike Kaufmann
- 2008: Alcione (Oper von Marin Marais) mit dem Serapions Ensemble im Odeon Theater, Musikalische Leitung: Lorenz Duftschmid, Regie: Philipp Harnoncourt
- 2009: Follow Me - Masque of Temperaments mit dem Serapions Ensemble, Musikalische Leitung: Lorenz Duftschmid, Regie: Erwin Piplits und Ulrike Kaufmann
- 2009: School of Night mit dem Serapions Ensemble, Regie: Erwin Piplits und Ulrike Kaufmann
- 2010: Engel aus Feuer (Sergej Prokofieff) mit dem Serapions Ensemble im Odeon Theater, Regie: Philipp Harnoncourt
- 2011: Voilà mit dem Serapions Ensemble im Odeon Theater, Regie: Erwin Piplits und Ulrike Kaufmann
- 2013: P a R a D i S o mit dem Serapions Ensemble im Odeon Theater, Regie: Erwin Piplits und Ulrike Kaufmann
- 2013 Barbe-Bleue (Jacques Offenbach) bei der Styriarte Graz, Regie: Philipp Harnoncourt
- 2015: Anagó mit dem Serapions Ensemble im Odeon Theater, Regie: Erwin Piplits
- 2016: ... Am Abend der Avantgarde (nach „Enuma Elisch“ von Anna Achmatowa) mit dem Serapions Ensemble im Odeon Theater, Regie: Erwin Piplits
- 2016: Porgy and Bess (George Gershwin), Teatro alla Scala, Dirigent: Alan Gilbert, Regie: Philipp Harnoncourt
- 2017: Das Rauschen der Flügel – Fidèles d’amour 1 mit dem Serapions Ensemble im Odeon Theater, Regie: Erwin Piplits, Mario Mattiazzo, Ivana Rauchmann
- 2017: Rebellion – Fidèles d’amour 2 mit dem Serapions Ensemble im Odeon Theater, Regie: Erwin Piplits, Mario Mattiazzo, Ivana Rauchmann
- 2018: Der Ruf – Fidèles d’amour 3 mit dem Serapions Ensemble im Odeon Theater, Regie: Erwin Piplits, Mario Mattiazzo, Ivana Rauchmann
- 2018: Das Totenschiff, Sirene Operntheater, Regie: Kristine Tornquist, Jury Everhartz
- 2019: Lamento Allegro mit dem Serapions Ensemble im Odeon Theater, Regie: Max Kaufmann, Mario Mattiazzo, Erwin Piplits
- 2019: Dafne und Lauro bei der Styriarte Graz, Regie: Wolfgang Atzenhofer
- 2020–2022: KOOM POSH mit dem Serapions Ensemble im Odeon Theater, Regie: Max Kaufmann, Mario Mattiazzo
- 2023: Salto Vitale, mit dem Serapions Ensemble im Odeon Theater. Bühne & Szenario: Max Kaufmann. Ensembleleitung: Mario Mattiazzo

## Kunstförderung
2007 unterstützen in einem offenen Brief an die politisch Verantwortlichen Elfriede Jelinek, Michael Haneke, André Heller, Paulus Manker, Gerhard Roth, Robert Schindel, Martin Kušej, Hilde Sochor, Ulrich Seidl, Peter Turrini, Olga Neuwirth u. a. das Serapionstheater, das seit Jahren aufgrund mangelnder Subventionen um seine Existenz kämpfen muss:
Mit Besorgnis beobachten wir, dass eines der phantasievollsten und originellsten Wiener Theater, das Serapions Theater im Odeon, offenbar in seiner Existenz gefährdet ist. Erwin Piplits und Ulrike Kaufmann haben mit ihrem Team in großer Eigenständigkeit neue, reizvolle Theaterformen entwickelt und damit in der Wiener Theaterszene etwas – weit über Österreichs Grenzen hinaus – Unverwechselbares geschaffen. In eigener Initiative und intensiver Aufbauarbeit wurde mit dem Odeon eine Spielstätte geschaffen, die nun manche Begehrlichkeiten anderer Institutionen weckt. Anders scheint es uns nicht erklärbar, dass das Serapions Theater – einerseits mit wirkungslosen Versprechungen, andererseits mit falschen Informationen der Öffentlichkeit – in einer unverantwortlichen Hinhaltetaktik bei der Subventionsvergabe und der Errichtung einer Stiftung richtiggehend ausgehungert  wird. Es scheint uns, dass der Umgang mit verdienten Kulturschaffenden in Wien mitunter bedrohliche Formen annimmt. Wir bitten Sie daher, das Gegenteil zu beweisen, möglichst umgehend Abhilfe zu schaffen und die weitere Existenz des künstlerisch so wertvollen und profilierten Serapions Theaters zu sichern.
Erwin Piplits meinte zu den Querelen und Kontroversen um sein Theater und den Versuch politischer Einflussnahme:
„Wir wollen niemandem gefallen. Es ist nicht die Aufgabe der Kunst, jemandem zu gefallen. Das ist das Geschäft anderer Leute. Solcher, die durch langsames Gehen rasch vorwärtskommen.“ („Die Presse“, „Spectrum“, 20. Oktober 2001) und in Bezug auf die „Wiener Theaterreform“: „Theater kann sich nur selber reformieren, obwohl ja Reform kein wirklich erstrebenswerter Prozess ist. Richtiger wäre, und für die Theater wichtiger, lebenswichtiger, wäre eine Revolution gegen den Eingriff von Managern, von Leuten aus der Lehre, aus der Politik. Eine Revolution in dem Sinne, dass man diese Leute aus dem Theater rauswirft, das wäre notwendig für die Erneuerung und für die weitere Lebendigkeit des Theaters.“
Bei der Verleihung des Nestroy-Preises 2010 meinte der mit dem Publikumspreis ausgezeichnete Paulus Manker in seiner Dankesrede: „Die Kraft am Theater kommt von den Kämpfern, von den 'Chilischoten', von den Unbequemen, von den Monomanen, von den kontinuierlich und sträflich Untersubventionierten, die Kraft am Theater kommt von Leuten wie Erwin Piplits und Ulrike Kaufmann.“

## Auszeichnungen
Ulrike Kaufmann erhielt den
- Kainz-Medaille Förderungspreis
- Kainz-Medaille für die Beste Ausstattung für „Xanadu“ im Odeon
- Nestroy-Theaterpreis Nestroy 2000 für die beste Ausstattung Nemo, Nemo Loquitur
- Nestroy 2005 für Xenos, gemeinsam mit Max Kaufmann, Antonio Nodari, Erwin Piplits.
- Nestroy-Theaterpreis 2010 für das Lebenswerk, gemeinsam mit Erwin Piplits.